# 今井書店
今井書店（いまいしょてん）は、鳥取県米子市に本拠を置く株式会社今井書店グループ（いまいしょてんグループ、英: IMAI SHOTEN GROUP CO.,LTD.）を中心とし、株式会社今井書店（英: IMAI SHOTEN CO., LTD.）等により構成される日本の書店グループ。
鳥取県と島根県で書店を運営する山陰地方で最大規模の書店グループである。CD・DVDのレンタル事業はTSUTAYAと提携しており、今井書店の店内にTSUTAYAがある店舗も存在する。
なお、社名の英語表記は「IMAI SHOTEN」だが、公式ウェブサイトの名称は「IMAIBOOKS」（イマイブックス）であり、公式サイトとそのドメイン名（imaibooks.co.jp）とソーシャルメディアのアカウントも「IMAIBOOKS」となっている。

## 沿革
出典
- 1872年（明治5年） - 米子組儒医であった今井芳斎（初代兼文）が米子市尾高町に「今井郁文堂」を開業[6]。
- 1996年（平成8年） - 今井書店グループ120周年記念事業の一環として、ドイツの書籍業学校をモデルとして鳥取県米子市に「本の学校」を開設。
- 1999年（平成11年）12月 - 今井書店グループ（存続会社）を設立。
- 2006年（平成18年）12月1日 - 松江今井書店と今井書店が合併し、今井書店となる。
- 2009年（平成21年） - 菊池寛賞受賞[7]。
- 2012年（平成24年）3月1日 - NPO法人「本の学校」設立。
- 2013年（平成25年）‐ 会社分割により、株式会社今井書店グループを持株会社とする組織再編を実施。
- 2017年（平成29年） - 今井書店グループR&Dセンター（松江市北陵町）を開設。
- 2020年（令和2年）‐ 企業主導型保育所「本のほいくえん」開所。

## グループ
- 今井書店グループ（鳥取県米子市）
- 今井書店（島根県松江市、島根県官報販売所）
- 鳥取今井書店（鳥取県鳥取市、鳥取県官報販売所）
- 山陰図書サービス（島根県松江市）
- 今井印刷（鳥取県米子市）
  - 今井出版（出版レーベル）
- 鳥取県教科図書販売（鳥取県米子市）
- 島根県教科図書販売（島根県松江市）

## 事業内容
出典
- 書店事業（店売）
- 書店事業（外商）
- 雑貨事業（青杏＋）
- カフェ事業